# Dumitru Popa

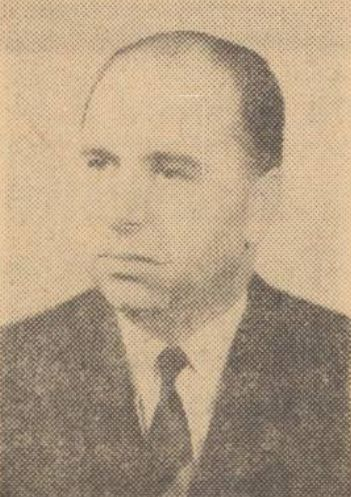
Dumitru Popa

Dumitru Popa (* 27. Februar 1925 in Bukarest) ist ein ehemaliger rumänischer Politiker der Rumänischen Arbeiterpartei PMR (Partidul Muncitoresc Român) und ab 1965 PCR (Partidul Comunist Român), der unter anderem zwischen 1968 und 1972 Bürgermeister von Bukarest, von 1972 bis 1978 Botschafter in der Demokratischen Volksrepublik Korea sowie zwischen 1980 und 1982 Minister für Industriebauwesen war.

## Leben
Popa absolvierte nach dem Schulbesuch von 1939 bis 1943 eine Berufsausbildung und war anschließend zwischen 1943 und 1946 Arbeiter in der Fabrik Lemaître in Bukarest, die 1945 in Timpuri Noi-Fabrik umbenannt wurde. Im März 1945 trat er als Maschinenschlosser der damaligen  Rumänischen Kommunistischen Partei PCdR (Partidul Comunist din România) als Mitglied bei. Nach dem Besuch der Parteischule in Constanța wurde er 1946 kurzzeitig Mitarbeiter im Parteikomitee des Sektors 2 von Bukarest und war danach zwischen 1946 und 1953 Mitarbeiter des Stadtparteikomitees von Bukarest, ehe er zwischen 1953 und März 1954 Sekretär für Wirtschaft des Stadtparteikomitees von Bukarest war. 1948 wurde er erstmals Mitglied der Großen Nationalversammlung (Marea Adunare Națională) und vertrat dort bis 1952 den Wahlkreis Olt. Im Anschluss war er von März 1954 bis 1956 Gruppenleiter sowie Leiter einer Sektion in der Kaderabteilung des Zentralkomitees (ZK) der Rumänischen Arbeiterpartei PMR (Partidul Muncitoresc Român). Er absolvierte danach ein Studium der Wirtschaftswissenschaften an der Wirtschaftsakademie Bukarest (Academia de Studii Economice) sowie 1960 ein Studium an der Parteihochschule Ștefan Gheorghiu.
Danach war Popa zwischen 1961 und 1966 Erster Sekretär des Parteikomitees im Kreis Hunedoara. 1961 wurde er erneut Mitglied der Großen Nationalversammlung und gehörte dieser bis 1975 an. Er wurde auf dem Neunten Parteitag der PCR (19. bis 24. Juli 1965) zum Mitglied des ZK gewählt, dem er bis zum 3. Juni 1983 angehörte. Er war ferner zwischen dem 24. Juli 1965 und dem 12. August 1969 Mitglied der Zentralen Parteikontrollkommission der PCR (Colegiul Central de Partid). 1966 wurde Erster Sekretär des Stadtparteikomitees von Bukarest und übte diese Funktion bis 1968 aus. Danach wurde er im Februar 1968 Nachfolger von Ion Cosma Präsident des Exekutivkomitees des Volksrates sowie Bürgermeister von Bukarest (Primar general). Diese Ämter bekleidete er bis zum 24. April 1972 und wurde dann wegen "ernster Unzulänglichkeiten" durch Gheorghe Cioară abgelöst. Am 12. August 1969 wurde er zudem Kandidat des Exekutivkomitees des ZK der PC und bekleidete diese Funktion bis zum 21. Juli 1972.
Nachdem er seinen Posten als Bukarester Bürgermeister verloren hatte, war er zwischen dem 21. Dezember 1972 und dem 13. Juli 1978 außerordentlicher und bevollmächtigter Botschafter in der Demokratischen Volksrepublik Korea. Nach seiner Rückkehr fungierte er vom 13. Juli 1978 bis zum 29. März 1979 als Staatssekretär im Ministerium für chemische Industrie und wurde danach am 29. März 1979 Leiter der Abteilung für Militär- und Justizangelegenheiten des ZK. Auf dem Zwölften Parteitag der PCR (19. bis 23. November 1979) wurde er zudem Mitglied des Sekretariats des ZK und gehörte diesem Gremium bis zum 29. März 1980 an. Anschließend fungierte er zwischen dem 29. März 1980 und dem 3. November 1982 als Minister für Industriebauwesen (Ministrul construcțiilor industriale). 1980 wurde er abermals Mitglied der Großen Nationalversammlung und vertrat in dieser bis 1985 den Wahlkreis Fălticeni. Er wurde am 3. Juni 1983 außerordentlicher und bevollmächtigter Botschafter in der Sozialistischen Föderativen Republik Jugoslawien.

## Ehrungen und Auszeichnungen
Für seine langjährigen Verdienste wurde Popa mehrfach ausgezeichnet und erhielt unter anderem 1954 den Stern der Volksrepublik Rumänien Fünfter Klasse (Ordinul Steaua Republicii Populare Române), 1961 den Orden der Arbeit Dritter Klasse (Ordinul Muncii), 1964 den Orden 23. August Dritter Klasse (Ordinul 23. August), 1964 den Orden Tudor Vladimirescu Dritter Klasse (Ordinul Tudor Vladimirescu), 1971 den Stern der Sozialistischen Republik Rumänien Erster Klasse (Ordinul Steaua Republicii Socialiste România) sowie 1981 den Orden 23. August Zweiter Klasse.